# Eli Zaretsky
Eli Zaretsky, né le 29 février 1940 à Brooklyn est un historien américain auteur d'ouvrages sur l'histoire de la pensée de la famille et du capitalisme traduits en plusieurs langues.

## Biographie
Eli Zaretsky est né le 29 février 1940 à Brooklyn. Il obtient son « Bachelor of Arts » à l'Université du Michigan et en 1978 son doctorat en histoire à l'Université du Maryland.
Il enseigne l'histoire de la pensée, de la famille et du capitalisme à l'époque contemporaine, à la New School for Social Research, New School University de New York.

## Travaux

### Psychanalyse
Ses ouvrages sont publiés dans plusieurs langues, Il est notamment l'auteur en 2004 d'un livre, traduit en français en 2008, Le siècle de Freud, sur histoire sociale et culturelle de la psychanalyse. Cet ouvrage est une approche inédite et historique de la psychanalyse. Selon Eli Zaretsky, elle aurait facilité l'essor de la production industrielle et la consommation de masse du début du XXesiècle,.

### Famille
« Capitalisme, famille et vie personnelle », a été traduit en quatorze langues.
Zaretsky estime que le noyau familial transmet l'idéologie capitaliste et agit comme unité de consommation.

### Gauche américaine
Il est un représentant de la Nouvelle Gauche américaine,. Certains historiens contestent la notion de gauche américaine, alors que Zaretsky affirme dans son ouvrage « Why America Needs a Left » a eu trois gauches historiques : les abolitionnistes, le New Deal, et la Nouvelle Gauche.

### Publications scientifiques
Ses articles sur l'histoire de la famille, la psychanalyse et l'histoire culturelle moderne ont été publiés dans de nombreuses revues scientifiques.
Liste non exhaustive
- « My Life and Psychoanalysis, American Imago » il décrit comment la psychanalyse a influencé toute sa vie, expériences personnelles, sexuelles, politique, sa vie familiale et son travail d'historien[10].
- Pourquoi le XXe siècle fut freudien, l'apport de la psychanalyse au capitalisme et consommation de masse[11].
- « Psycho-Politics » appropriation de la psychanalyse par le politique[12].
- « You are here: The Platypus Affiliated Society/The Left has transformed the world: An interview with Eli Zaretsky The Left has transformed the world: An interview with Eli Zaretsky » comment Zaretsky s'est impliqué dans la nouvelle gauche US[13].
- « Liberalism and Mass Psychology: The American Experience », l'historien explore, selon lui, les gauches historiques US : le New Deal, la théorie de la paranoïa avec le maccarthysme, la Nouvelle Gauche[14].
- « The family and change » la famille contemporaine sous le capitalisme, institution dans laquelle la vie personnelle peut se développer[15].

## Ouvrages
- (es) Familia Y Vida Personal En La Sociedad Capitalista, Anagrama, 1978, 142 p. (ISBN 978-8-433-91306-7)
- (en) Capitalism, the Family, and Personal Life, Perennial Library, Nex York, 1986.
- (en) Secrets of the Soul: A Social and Cultural History of Psychoanalysis, Knopf, 2004, 429 p. (en) [recension en ligne, par Ellen Willis, sur dissentmagazine.org (page consultée le 24 mars 2010)].
- (de) Freuds Jahrhundert: Die Geschichte der Psychoanalyse, Zsolnay-Verlag, 2006 (ISBN 978-3552053724)
- Le Siècle de Freud – Une histoire sociale et culturelle de la psychanalyse (préf. Élisabeth Roudinesco, trad., Pierre-Emmanuel Dauzat), Albin Michel, coll. « Sciences humaines », Paris, 2008, 561 p.  (ISBN 2226179119 et 978-2226179111) [recension en ligne, Par Alain Rubens, sur lexpress.fr, publié le 1er mars 2008 (page consultée le 24 mars 2010)].
- Left : essai sur l'autre gauche aux États-Unis, traduit de l'anglais (États-Unis) par Marc Saint-Upéry, Paris, éditions du Seuil, 2012[16].
- (en) Why America Needs a Left: A Historical Argument, Eli Zaretsky, Polity Press, 2013, 224 p.  (ISBN 978-0745644851)
- (tr) Ruhun Gizemleri, Pegasus, 2015 (ISBN 978-6059262019)
- (it) I misteri dell'anima: Una storia sociale e culturale della psicoanalisi  (trad. Adriana Bottini), Feltrinelli Editore, 2016, 520 p. (ISBN 9788807888489)
- (en) Political Freud: A History, Columbia University Press, 2017, 248 p. (ISBN 978-0231172455)